# RGS8
RGS8‏ (Regulator of G protein signaling 8) هوَ بروتين يُشَفر بواسطة جين RGS8 في الإنسان.